# Дампьер-ан-Грасе
Дампье́р-ан-Грасе́ (фр. Dampierre-en-Graçay) — коммуна во Франции, находится в регионе Центр. Департамент — Шер. Входит в состав кантона Грасе. Округ коммуны — Вьерзон.
Код INSEE коммуны — 18085.
Коммуна расположена приблизительно в 190 км к югу от Парижа, в 85 км южнее Орлеана, в 36 км к западу от Буржа.

## Население
Население коммуны на 2008 год составляло 230 человек.
| 1962 | 1968 | 1975 | 1982 | 1990 | 1999 | 2008 |
| ---- | ---- | ---- | ---- | ---- | ---- | ---- |
| 164  | 190  | 181  | 170  | 271  | 225  | 230  |

## Экономика

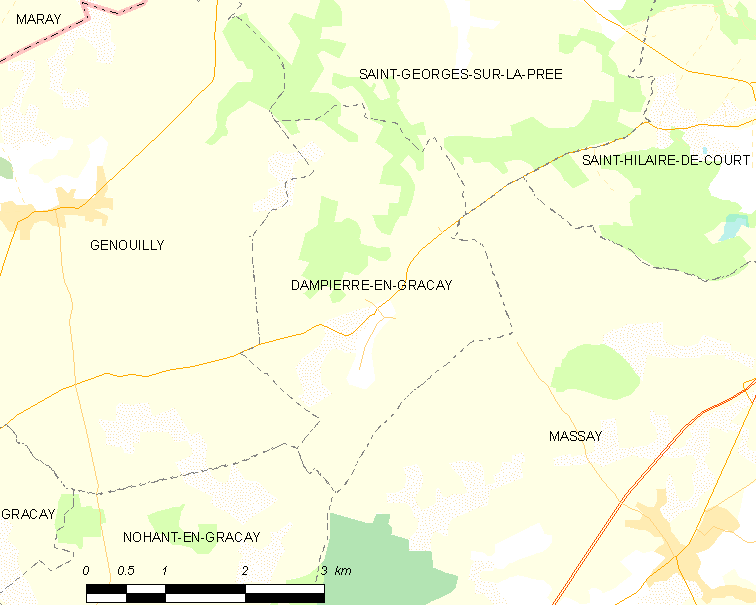
Карта коммуны

В 2007 году среди 147 человек в трудоспособном возрасте (15-64 лет) 111 были экономически активными, 36 — неактивными (показатель активности — 75,5 %, в 1999 году было 71,9 %). Из 111 активных работали 103 человека (57 мужчин и 46 женщин), безработных было 8 (2 мужчин и 6 женщин). Среди 36 неактивных 7 человек были учениками или студентами, 19 — пенсионерами, 10 были неактивными по другим причинам.